# محمدصفر
محمدصفر، روستایی در دهستان کوه خواجه بخش تیمورآباد شهرستان هامون در استان سیستان و بلوچستان ایران است.

## جمعیت
بر پایه سرشماری عمومی نفوس و مسکن در سال ۱۳۹۵، جمعیت این روستا برابر با ۱۳۷ نفر (۴۱ خانوار) بوده‌است.